# 세인트 클라우드 주립 대학교
세인트 클라우드 주립 대학교(영어: St. Cloud State University)는 미국 미네소타주 세인트 클라우드에 위치한 1869년에 설립된 대학교이다. 18,000여명의 학생들이 재학 중에 있으며, 100,000여명의 졸업생을 배출하였다.

## 같이 보기
- 미네소타주의 대학 목록